# Chimonocalamus griffithianus
Chimonocalamus griffithianus är en gräsart som först beskrevs av William Munro, och fick sitt nu gällande namn av Chi Ju Hsueh och Tong Pei Yi. Chimonocalamus griffithianus ingår i släktet Chimonocalamus och familjen gräs. Inga underarter finns listade i Catalogue of Life.